# Dubravica Desinićka
Dubravica Desinićka – wieś w Chorwacji, w żupanii krapińsko-zagorskiej, w gminie Desinić. W 2011 roku liczyła 41 mieszkańców.